# Bockstadt
Bockstadt est une ancienne commune allemande de Thuringe située dans l'arrondissement de Hildburghausen. La commune a été incorporée à la ville voisine d'Eisfeld le 31 décembre 2013.

## Géographie

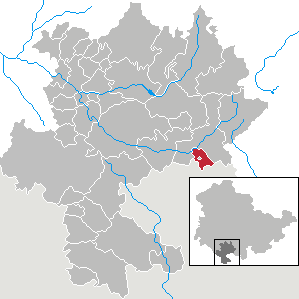
Situation de la ville (en rouge) dans l'arrondissement de Hildburghausen.

Bockstadt est située dans le sud-est de l'arrondissement, à la limite avec l'arrondissement de Cobourg en Bavière, à 2 km au sud-ouest d'Eisfeld et à 12 km au sud-est de Hildburghausen, le chef-lieu de l'arrondissement. 
La commune est formée des deux villages de Bockstadt et Herbartswind et elle est administrée par la ville d'Eisfeld.
Communes limitrophes (en commençant par le nord et dans le sens des aiguilles d'une montre) : Eisfeld, Lautertal et Meeder.

## Histoire
La première mention du village de Bockstadt date de 1340 dans un document concernant le comte Heinrich VIII de Henneberg sous le nom de Bokestat. Cependant, il existait dès le VIIe siècle sur les lieux un prieuré de Bockstadt.
Herbartswind est cité en 1466 mais le village, de fondation slave, est beaucoup plus ancien.
Les deux villages faisant partie des possessions du duché de Saxe-Meiningen, ils sont intégrés au cercle de Hildburghausen.
La commune est occupée en 1945 par les troupes américaines qui cèdent la place en juillet aux Russes. Bockstadt intègre alors la Zone d'occupation soviétique puis en 1949, la République démocratique allemande (RDA) dans l'arrondissement de Hildburghausen. Sa situation à la frontière avec la RFA n'a pas favorisé son développement.
Après la réunification de 1989, elle rejoint en 1994 le land de Thuringe recréé et l'arrondissement de Hildburghausen.

## Démographie
La situation de Bockstadt, près d'Eisfeld, lui a permis de se développer ces dernières années (maximum en 2007 avec 320 habitants).
Commune de Bockstadt dans ses dimensions actuelles :
| 1910 | 1933 | 1939 | 1995 | 2000 | 2005 | 2011 |
| ---- | ---- | ---- | ---- | ---- | ---- | ---- |
| 262  | 252  | 213  | 251  | 298  | 309  | 287  |

## Politique
Le dernier bourgmestre de Bockstadt élu en 2009 était M. Sven Gregor sur une liste indépendante.
Aux élections municipales du 7 juin 2009, les résultats obtenus ont été les suivants :
| Parti           | Nombre de conseillers | Pourcentage de voix |
| --------------- | --------------------- | ------------------- |
| FWV Bockstadt   | 4                     | 56 %                |
| FWV Herbartswin | 2                     | 44 %                |

## Communications

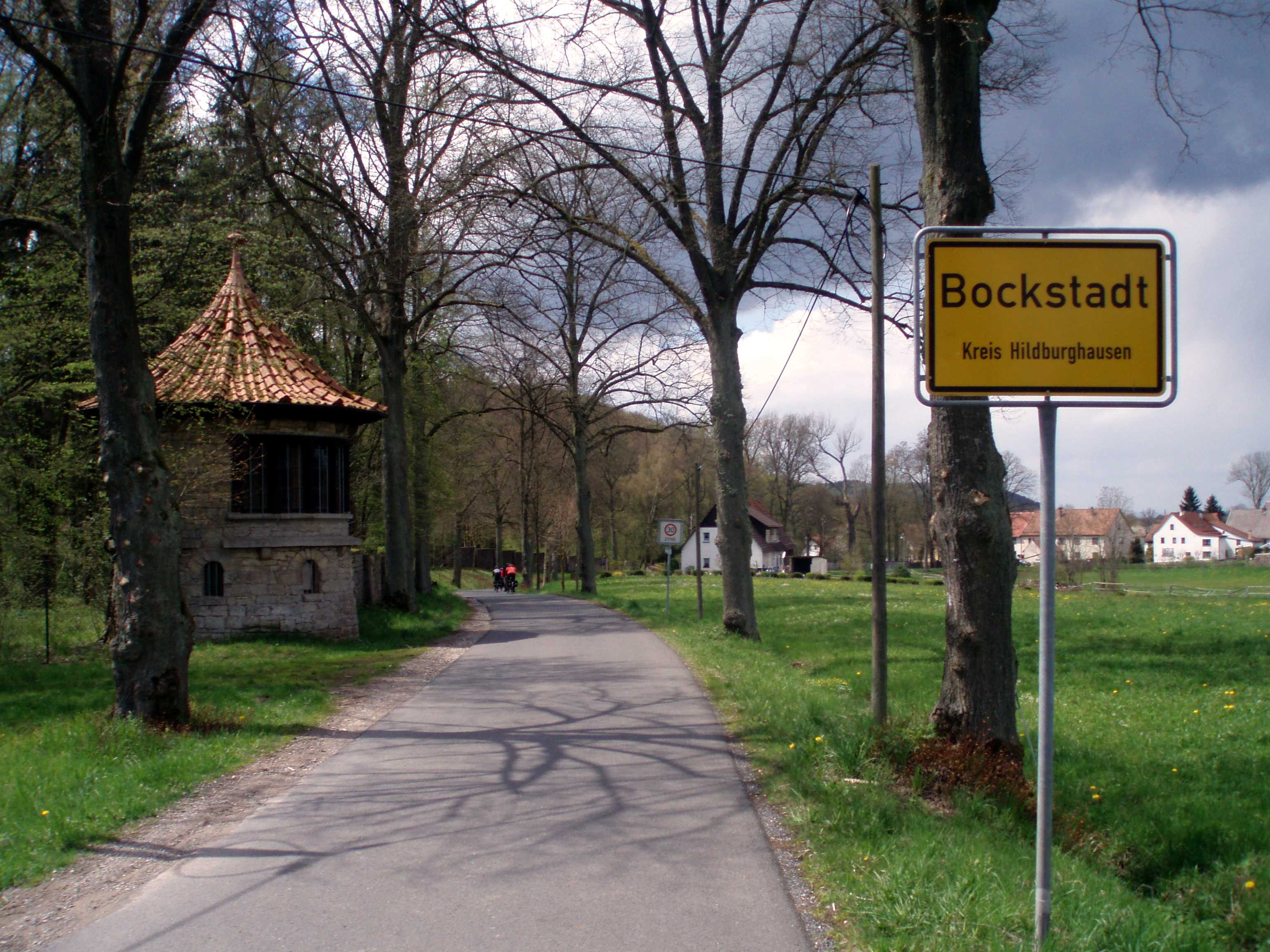
Entrée du village

### Routes
La commune est traversée par la route régionale K530 qui mène au nord-ouest vers Hildburghausen et la nationale B89 et au sud-est, vers l'autoroute A73 Suhl-Nuremberg.